# Signos Vitales
Signos Vitales (ISSN 1729-2041) es la revista de la Asociación de Estudiantes de Medicina de la Universidad "Dr. José Matías Delgado" de El Salvador. 
Signos Vitales no es una revista científica per se, es una revista de divulgación científica, en la cual la principal labor es el periodismo médico. Todas las opiniones, creencias y puntos de vista expresados en Signos Vitales son de exclusiva responsabilidad de los autores. No necesariamente reflejan los puntos de vista o políticas oficiales de ASESMED-UJMD ni de la Universidad “Dr. José Matías Delgado”. 
El concepto de libertad editorial lo establece la "Asociación Mundial de Editores Médicos"(ver abajo) a la cual pertenece Signos Vitales.

## Misión
Publicar información intelectualmente estimulante y promover, mediante el poder de la palabra escrita, el conocimiento humano en cuanto a ciencia, cultura y salud, enfocándose principalmente en el campo de la educación e investigación médica y en su aplicación efectiva, para servir las necesidades de médicos, profesionales de la salud y comunidad científica, y fomentar así el progreso y transformación de El Salvador.
los signos vitales son: presión arterias , temperatura, respiración, pulso